# Segunda División de España 2007-08
La temporada 2007/08 de la Liga BBVA fue la 77.ª edición de la Segunda División de fútbol de España. Se disputó entre el 25 de agosto de 2007 y el 15 de junio de 2008.
El Club Deportivo Numancia de Soria logró el campeonato por primera vez en su historia y, junto con el Málaga CF y el Real Sporting de Gijón logró el ascenso a la Primera División de España para la temporada 2008/09.

## Sistema de competición
La Segunda División de España 2007/08 fue organizada por la Liga Nacional de Fútbol Profesional (LFP).
Como en temporadas precedentes, la Segunda División 2007/08 constó de un grupo único integrado por 22 clubes de toda la geografía española. Siguiendo un sistema de liga, los 22 equipos se enfrentaron todos contra todos en dos ocasiones -una en campo propio y otra en campo contrario- sumando un total de 42 jornadas. El orden de los encuentros se decidió por sorteo antes de empezar la competición.
La clasificación final se estableció con arreglo a los puntos obtenidos en cada enfrentamiento, a razón de tres por partido ganado, uno por empatado y ninguno en caso de derrota. Si al finalizar el campeonato dos equipos igualan a puntos, los mecanismos para desempatar la clasificación fueron los siguientes:
1. El que tenga una mayor diferencia entre goles a favor y en contra en los enfrentamientos entre ambos.
2. Si persiste el empate, se tiene en cuenta la diferencia de goles a favor y en contra en todos los encuentros del campeonato.

Si el empate a puntos fue entre tres o más clubes, los sucesivos mecanismos de desempate fueron los siguientes: 
1. La mejor puntuación de la que a cada uno corresponda a tenor de los resultados de los partidos jugados entre sí por los clubes implicados.
2. La mayor diferencia de goles a favor y en contra, considerando únicamente los partidos jugados entre sí por los clubes implicados.
3. La mayor diferencia de goles a favor y en contra teniendo en cuenta todos los encuentros del campeonato.
4. El mayor número de goles a favor teniendo en cuenta todos los encuentros del campeonato.
5. El club mejor clasificado con arreglo a los baremos de fair play.

### Efectos de la clasificación
El equipo que más puntos sumó al final del campeonato fue proclamado campeón del Campeonato de Liga de Segunda División y obtuvo automáticamente el ascenso para disputar la siguiente temporada de la Primera División de España, junto con el segundo y tercer clasificado. Sus plazas en Segunda División fueron cubiertas por los tres últimos clasificados, esta temporada, en Primera.
Por su parte, los cuatro últimos clasificados de Segunda División (puestos del 19º al 22º) fueron descendidos a Segunda División B. De ésta asciendieron los cuatro ganadores de la promoción, para reemplazar a los equipos que desciendan.

### Justicia deportiva
Las cuestiones de justicia deportiva fueron competencia de la Real Federación Española de Fútbol a través de sus Comités de Disciplina Deportiva: Comité de Competición, Jueces de Competición y Comité de Apelación. El Comité de Competición dictaminó semanalmente las sanciones a los futbolistas. Los jugadores fueron sancionados con un partido de suspensión en caso de acumular cinco amonestaciones a lo largo del campeonato. Igualmente, fueron suspendidos aquellos futbolistas expulsados durante un encuentro.
Los árbitros de cada partido fueron designados por una comisión creada para tal objetivo e integrada por representantes de LaLiga y la RFEF.

## Clubes participantes
| Datos de ascensos y descensos con respecto a la temporada anterior |
| --- |
| RC Celta de Vigo, Real Sociedad y Gimnàstic de Tarragona descienden de Primera División. Real Valladolid CF, UD Almería y Real Murcia CF ascienden a Primera División. Real Madrid Castilla, SD Ponferradina, Lorca Deportiva CF y UD Vecindario descienden a Segunda División B. Córdoba CF, SD Eibar, Racing de Ferrol y Sevilla Atlético ascienden a Segunda División. |

Antes de iniciarse el torneo, Enrique Pina, máximo accionista del CF Ciudad de Murcia SAD, vendió el club a Carlos Marsá, propietario del Club Polideportivo Granada 74, equipo de la Tercera División. Los nuevos propietarios del Ciudad de Murcia, en una decisión sin precedentes en el fútbol profesional de España, trasladaron la sede social de Murcia a Granada, creando así el Granada 74 Club de Fútbol SAD al adoptar el nombre y los distintivos del club granadino. La decisión tuvo el beneplácito de la LFP y el Tribunal de Arbitraje Deportivo (TAS), pese a la oposición de la FIFA, la UEFA y la Real Federación Española de Fútbol, así como del propio Ayuntamiento de Granada. El consistorio granadino no le permitió jugar en el Estadio Nuevo Los Cármenes, de propiedad municipal, jugando finalmente como local en el Estadio Escribano Castilla de Motril, municipio situado a 70 kilómetros de Granada.
| Equipo                           | Ciudad                     | Estadio                   | Aforo  |
| -------------------------------- | -------------------------- | ------------------------- | ------ |
| Deportivo Alavés                 | Vitoria                    | Mendizorroza              | 19.900 |
| Albacete Balompié                | Albacete                   | Carlos Belmonte           | 17.524 |
| Cádiz Club de Fútbol             | Cádiz                      | Ramón de Carranza         | 15.000 |
| Club Deportivo Castellón         | Castellón de la Plana      | Nou Castalia              | 16.000 |
| Real Club Celta de Vigo          | Vigo                       | Balaídos                  | 31.800 |
| Córdoba Club de Fútbol           | Córdoba                    | Nuevo Arcángel            | 22.221 |
| Sociedad Deportiva Eibar         | Éibar                      | Ipurúa                    | 5.250  |
| Elche Club de Fútbol             | Elche                      | Martínez Valero           | 36.017 |
| Racing Club de Ferrol            | Ferrol                     | A Malata                  | 12.024 |
| Club Gimnàstic de Tarragona      | Tarragona                  | Nou Estadi                | 16.600 |
| Granada 74 Club de Fútbol        | Pinos Puente               | Escribano Castilla        | 5.400  |
| Hércules Club de Fútbol          | Alicante                   | José Rico Pérez           | 33.500 |
| Unión Deportiva Las Palmas       | Las Palmas de Gran Canaria | Gran Canaria              | 31.250 |
| Club Deportivo Numancia de Soria | Soria                      | Nuevo Los Pajaritos       | 9.800  |
| Club Polideportivo Ejido         | El Ejido                   | Santo Domingo             | 7.870  |
| Real Sporting de Gijón           | Gijón                      | El Molinón                | 25.885 |
| Málaga Club de Fútbol            | Málaga                     | La Rosaleda               | 28.963 |
| Real Sociedad de Fútbol          | San Sebastián              | Anoeta                    | 32.076 |
| Sevilla Atlético Club            | Sevilla                    | Ramón Sánchez Pizjuán     | 45.500 |
| Unión Deportiva Salamanca        | Salamanca                  | Helmántico                | 17.341 |
| Club Deportivo Tenerife          | Santa Cruz de Tenerife     | Heliodoro Rodríguez López | 22.948 |
| Xerez Club Deportivo             | Jerez de la Frontera       | Chapín                    | 20.523 |

### Equipos por comunidad autónoma
|                    | Comunidad autónoma   | Número de Equipos      | Equipos                                                                                       |
| ------------------ | -------------------- | ---------------------- | --------------------------------------------------------------------------------------------- |
| 1                  | Andalucía            | 7                      | Cádiz CF, Córdoba CF, Granada 74, Málaga CF, Polideportivo Ejido, Sevilla Atlético y Xerez CD |
| 2                  | Comunidad Valenciana | 3                      | CD Castellón, Elche CF y Hércules                                                             |
| 2                  | País Vasco           | 3                      | Deportivo Alavés, SD Eibar y Real Sociedad                                                    |
| 3                  | Castilla y León      | 2                      | CD Numancia de Soria y UD Salamanca                                                           |
| 3                  | Galicia              | 2                      | Celta de Vigo y Racing de Ferrol                                                              |
| 3                  | Islas Canarias       | 2                      | UD Las Palmas y CD Tenerife                                                                   |
| 4                  |                      |                        |                                                                                               |
| Asturias           | 1                    | Real Sporting de Gijón |                                                                                               |
| Castilla-La Mancha | 1                    | Albacete Balompié      |                                                                                               |
| Cataluña           | 1                    | Gimnàstic de Tarragona |                                                                                               |

### Participación de filiales
Un club puede tener un equipo filial en Segunda División si su primer equipo compite en Primera División. Dado que los segundos equipos no pueden jugar en Primera División, si un filial termina la temporada entre los tres primeros clasificados, es el cuarto clasificado el que asciende. Así mismo, si un equipo desciende de Primera a Segunda A y su filial milita en dicha categoría, este es automáticamente descendido a Segunda B, aunque deportivamente haya logrado la permanencia.

## Desarrollo del campeonato
Tras dos años irregulares en los que quedó en octava posición, el Numancia consiguió el ascenso a Primera División por tercera vez en su historia, haciéndolo además por primera vez como campeón. El conjunto soriano, siempre dirigido por Gonzalo Arconada, realizó un gran torneo y consiguió certificar el ascenso a falta de tres jornadas para el final, y confirmó el primer puesto en la jornada siguiente. Los otros dos cupos del ascenso fueron para el Málaga y el Sporting. El cuadro de Martiricos, tras la decepcionante campaña 2006-07 en la que luchó por la permanencia siendo un recién descendido, consiguió darle la vuelta a una comprometida situación económica y de la mano del entrenador Juan Ramón López Muñiz y del máximo goleador Asier Goitia consiguieron recuperar la categoría perdida dos años antes, tras un meritorio torneo en el que no bajaron de las tres primeras plazas en todo momento, pese a lo cual tuvieron que esperar a la última jornada para conseguir el ascenso. En la última jornada también el Sporting consiguió el ascenso a Primera después de una década de penurias en Segunda, de la mano del entrenador Manuel Preciado siendo una de las figuras más destacadas de aquella plantilla David Barral. El ascenso fue muy celebrado en la ciudad, con invasión de campo tras vencer en la última jornada al Eibar por 2-0. La temporada del Sporting aquella temporada se puede considerar de extraordinaria, pues además su filial consiguió el ascenso a Segunda B.
Hubo numerosos equipos que se quedaron con miel del ascenso en los labios. La Real Sociedad fue la gran decepción del campeonato, pues tras partir como máximo favorito para el ascenso después de cuarenta años consecutivos en la élite, tuvo un inicio complicado y hasta casi mitad de temporada no se enganchó a las primeras posiciones hasta casi el final de la primera vuelta y a pesar de llegar a estar en tercera posición algunas jornada finalmente acabó dando el brazo a torcer en favor del Sporting. Fue una temporada convulsa en el banquillo con hasta tres entrenadores: Chris Coleman, Juan Ramón Eizmendi y Juan Manuel Lillo. El Elche también estuvo al acecho de los primeros puestos gran parte de la temporada, pero un pésimo sprint final le acabó dejando en tierra de nadie. Por contra, el Castellón, tras un primer tramo mediocre donde anduvo cerca de los puestos de descenso, consiguió despegar con la llegada de José Murcia al banquillo orellut, al que mantuvo hasta casi el final de la temporada en la lucha por el ascenso. El Sevilla Atlético, pese a su condición de filial, realizó un buen torneo tras medio siglo sin competir en la categoría de plata con Manolo Jiménez en el banquillo, finalizando en novena posición y llegando a estar entre los tres primeros algunas jornadas. 
Por otro lado, la parte baja de la tabla fue de las veces que más reñida estuvo, con numerosos equipos que se las vieron y se las desearon para conseguir la permanencia. Fue el caso de Las Palmas y Albacete. Los canarios, tras realizar un primer tramo pésimo, poco a poco fueron remontando el vuelo aunque no fue hasta la fase decisiva del campeonato cuando se despegaron de la zona baja acumulando trece jornadas sin perder. Más apurado fue el caso de los manchegos, que tras pasar gran parte de la temporada en los últimos puestos, tuvo que apretar en las últimas jornadas para evitar el descenso. Otros equipos que se vieron en problemas fueron el Gimnàstic de Tarragona, que pese a ser un recién descendido, coqueteó gran parte con la zona baja y se temió por un segundo descenso, el Alavés, que pasaba por un momento muy delicado debido a la crisis económica y que se salvó en la última jornada de un descenso que habría supuesto su desaparición al no poder hacer frente a la crisis con el recorte económico que habría supuesto caer a una categoría inferior. Sin embargo, el Xerez consiguió una permanencia mucho más agónica todavía, tras pasar dos tercios de la temporada en puestos de descenso. El equipo consiguió reaccionar tras la llegada al banquillo de Esteban Vigo, con el cual se hizo de Chapín un fortín lo cual fue clave para obrar el milagro, tras conseguir ganar todos sus encuentros en casa con él. 
Por la otra cara de la moneda, el Polideportivo Ejido fue el primer equipo en descender, tras una mala temporada con problemas económicos, cerrando así su etapa más gloriosa tras siete campañas seguidas en Segunda, certificándose su descenso en la penúltima jornada, al igual que el Granada 74, a lo que les condenó una pésima segunda vuelta. Así se llegó a la última jornada con dos plazas para seis equipos. Albacete y Xerez, que dependían de ellos mismos, se aseguraron un año más en Segunda tras ganar sus partidos. El Alavés, que no dependía de sí mismo, consiguió la permanencia tras ganar en Vigo y empatar el Córdoba, rival directo, en San Sebastián. Estos resultados condenaron al Racing de Ferrol, que acabó pagando cara una racha de siete derrotas seguidas entre finales de 2007 e inicios de 2008, y pese a ganar su partido tenía el golaverage perdido frente al Córdoba. La última plaza de descenso se dilucidaría entre Córdoba y Cádiz, donde el empate del conjunto califal obligaba al conjunto gaditano a ganar en el Rico Pérez. El drama llegaría en el minuto 96 con empate a uno en el marcador cuando se pitó penalti a favor del Cádiz, que sería lanzado por Abraham Paz, cuyo lanzamiento rebotó en el cuerpo del portero, saliendo a continuación el balón por la línea de fondo.

### Evolución de la clasificación
| Jornada / Equipo | 1  | 2  | 3  | 4  | 5  | 6  | 7  | 8  | 9  | 10 | 11 | 12 | 13 | 14 | 15 | 16 | 17 | 18 | 19 | 20 | 21 | 22 | 23 | 24 | 25 | 26 | 27 | 28 | 29 | 30 | 31 | 32 | 33 | 34 | 35 | 36 | 37 | 38 | 39 | 40 | 41 | 42 |
| Jornada / Equipo |    |    |    |    |    |    |    |    |    |    |    |    |    |    |    |    |    |    |    |    |    |    |    |    |    |    |    |    |    |    |    |    |    |    |    |    |    |    |    |    |    |    |
| ---------------- | -- | -- | -- | -- | -- | -- | -- | -- | -- | -- | -- | -- | -- | -- | -- | -- | -- | -- | -- | -- | -- | -- | -- | -- | -- | -- | -- | -- | -- | -- | -- | -- | -- | -- | -- | -- | -- | -- | -- | -- | -- | -- |
| Numancia         | 3  | 4  | 3  | 2  | 2  | 3  | 3  | 2  | 3  | 2  | 1  | 2  | 2  | 3  | 2  | 1  | 1  | 1  | 2  | 2  | 1  | 1  | 2  | 1  | 1  | 1  | 1  | 1  | 1  | 1  | 1  | 1  | 1  | 1  | 1  | 1  | 1  | 1  | 1  | 1  | 1  | 1  |
| Málaga           | 2  | 1  | 1  | 1  | 1  | 1  | 1  | 1  | 1  | 1  | 2  | 1  | 1  | 1  | 1  | 2  | 2  | 2  | 1  | 1  | 2  | 2  | 1  | 2  | 2  | 2  | 2  | 2  | 2  | 2  | 2  | 2  | 2  | 2  | 2  | 2  | 2  | 3  | 2  | 3  | 2  | 2  |
| Sporting         | 1  | 3  | 9  | 5  | 3  | 2  | 2  | 3  | 2  | 3  | 3  | 4  | 3  | 2  | 3  | 3  | 3  | 3  | 3  | 3  | 3  | 3  | 3  | 6  | 4  | 3  | 3  | 4  | 4  | 3  | 3  | 3  | 3  | 3  | 3  | 3  | 3  | 2  | 3  | 2  | 3  | 3  |
| Real Sociedad    | 17 | 12 | 14 | 11 | 7  | 9  | 5  | 8  | 11 | 13 | 12 | 13 | 14 | 8  | 9  | 9  | 9  | 6  | 7  | 5  | 4  | 5  | 7  | 4  | 3  | 4  | 4  | 3  | 3  | 4  | 4  | 4  | 4  | 4  | 4  | 4  | 4  | 4  | 4  | 4  | 4  | 4  |
| Castellón        | 4  | 2  | 7  | 10 | 10 | 7  | 7  | 9  | 12 | 6  | 10 | 11 | 12 | 15 | 15 | 17 | 14 | 15 | 16 | 15 | 13 | 9  | 8  | 5  | 8  | 7  | 7  | 7  | 8  | 6  | 6  | 6  | 6  | 5  | 5  | 5  | 5  | 5  | 5  | 5  | 5  | 5  |
| Hércules         | 9  | 8  | 4  | 4  | 6  | 5  | 9  | 12 | 7  | 9  | 9  | 9  | 13 | 7  | 5  | 8  | 6  | 8  | 11 | 13 | 10 | 11 | 11 | 12 | 11 | 11 | 11 | 11 | 12 | 12 | 10 | 11 | 10 | 13 | 10 | 8  | 8  | 8  | 10 | 7  | 7  | 6  |
| Salamanca        | 21 | 21 | 22 | 17 | 18 | 18 | 19 | 20 | 17 | 16 | 16 | 14 | 9  | 10 | 12 | 15 | 16 | 13 | 12 | 12 | 12 | 12 | 13 | 13 | 14 | 12 | 12 | 12 | 13 | 14 | 11 | 12 | 13 | 12 | 11 | 11 | 14 | 13 | 11 | 12 | 8  | 7  |
| Las Palmas       | 20 | 18 | 20 | 21 | 22 | 19 | 20 | 21 | 22 | 22 | 22 | 22 | 22 | 22 | 22 | 22 | 22 | 22 | 21 | 19 | 17 | 18 | 16 | 17 | 19 | 17 | 18 | 19 | 19 | 17 | 15 | 16 | 16 | 14 | 13 | 12 | 11 | 10 | 7  | 6  | 6  | 8  |
| Sevilla Atlético | 14 | 9  | 6  | 9  | 8  | 6  | 6  | 4  | 4  | 4  | 4  | 3  | 4  | 4  | 4  | 7  | 4  | 7  | 4  | 6  | 7  | 8  | 5  | 7  | 5  | 6  | 5  | 6  | 6  | 7  | 8  | 8  | 8  | 9  | 7  | 7  | 7  | 7  | 8  | 11 | 11 | 9  |
| Elche            | 7  | 10 | 10 | 12 | 15 | 11 | 8  | 5  | 5  | 5  | 5  | 5  | 5  | 5  | 5  | 6  | 4  | 5  | 4  | 5  | 4  | 6  | 6  | 3  | 4  | 5  | 5  | 6  | 5  | 5  | 5  | 5  | 5  | 6  | 6  | 6  | 6  | 6  | 6  | 8  | 9  | 10 |
| Tenerife         | 15 | 7  | 12 | 15 | 14 | 12 | 14 | 14 | 9  | 11 | 11 | 15 | 10 | 11 | 14 | 10 | 10 | 9  | 8  | 8  | 8  | 10 | 10 | 9  | 10 | 10 | 9  | 9  | 7  | 9  | 7  | 7  | 6  | 8  | 8  | 9  | 9  | 11 | 13 | 13 | 10 | 11 |
| Albacete         | 16 | 16 | 19 | 22 | 21 | 22 | 22 | 22 | 21 | 20 | 19 | 21 | 21 | 21 | 21 | 21 | 21 | 19 | 19 | 18 | 19 | 21 | 19 | 18 | 20 | 20 | 20 | 20 | 20 | 20 | 20 | 19 | 20 | 19 | 19 | 17 | 19 | 21 | 18 | 15 | 15 | 12 |
| Eibar            | 10 | 17 | 11 | 6  | 12 | 13 | 12 | 7  | 10 | 12 | 14 | 10 | 11 | 14 | 10 | 12 | 11 | 12 | 10 | 10 | 11 | 13 | 12 | 11 | 13 | 14 | 15 | 10 | 14 | 10 | 12 | 9  | 9  | 10 | 12 | 13 | 12 | 12 | 14 | 14 | 14 | 13 |
| Gimnàstic        | 5  | 6  | 5  | 7  | 4  | 8  | 10 | 10 | 14 | 15 | 13 | 7  | 8  | 9  | 13 | 13 | 17 | 17 | 17 | 17 | 18 | 17 | 18 | 19 | 17 | 19 | 16 | 16 | 16 | 18 | 19 | 20 | 19 | 21 | 18 | 20 | 16 | 14 | 12 | 10 | 13 | 14 |
| Xerez            | 8  | 13 | 16 | 19 | 16 | 16 | 18 | 16 | 19 | 18 | 20 | 19 | 20 | 20 | 20 | 20 | 20 | 21 | 22 | 22 | 21 | 19 | 21 | 21 | 21 | 21 | 22 | 22 | 21 | 21 | 21 | 21 | 21 | 20 | 20 | 19 | 20 | 17 | 19 | 16 | 17 | 15 |
| Celta            | 11 | 15 | 18 | 14 | 11 | 14 | 11 | 11 | 13 | 7  | 7  | 8  | 6  | 6  | 7  | 5  | 8  | 5  | 6  | 7  | 5  | 4  | 6  | 8  | 7  | 8  | 8  | 8  | 9  | 8  | 9  | 10 | 11 | 7  | 9  | 10 | 10 | 9  | 9  | 9  | 12 | 16 |
| Alavés           | 18 | 20 | 21 | 20 | 20 | 20 | 17 | 15 | 16 | 17 | 17 | 18 | 18 | 17 | 18 | 14 | 15 | 16 | 14 | 16 | 16 | 16 | 17 | 16 | 16 | 18 | 19 | 18 | 18 | 16 | 18 | 18 | 17 | 17 | 17 | 18 | 18 | 19 | 20 | 20 | 19 | 17 |
| Córdoba          | 12 | 14 | 17 | 13 | 9  | 10 | 13 | 13 | 8  | 10 | 6  | 6  | 7  | 13 | 11 | 11 | 12 | 14 | 15 | 14 | 15 | 15 | 15 | 15 | 15 | 15 | 14 | 14 | 15 | 15 | 16 | 17 | 18 | 18 | 21 | 21 | 21 | 18 | 16 | 19 | 16 | 18 |
| Racing Ferrol    | 13 | 5  | 2  | 3  | 5  | 4  | 4  | 6  | 6  | 8  | 8  | 12 | 15 | 16 | 17 | 18 | 19 | 20 | 20 | 21 | 22 | 22 | 20 | 20 | 18 | 16 | 17 | 17 | 17 | 19 | 17 | 15 | 15 | 15 | 16 | 15 | 15 | 15 | 15 | 18 | 20 | 19 |
| Cádiz            | 6  | 11 | 8  | 8  | 13 | 15 | 15 | 17 | 18 | 19 | 18 | 16 | 17 | 18 | 16 | 16 | 13 | 10 | 13 | 11 | 14 | 14 | 14 | 14 | 12 | 13 | 13 | 15 | 11 | 13 | 13 | 14 | 12 | 11 | 14 | 14 | 13 | 16 | 17 | 17 | 18 | 20 |
| Granada 74       | 19 | 19 | 13 | 16 | 17 | 17 | 16 | 19 | 15 | 14 | 15 | 17 | 16 | 12 | 8  | 6  | 7  | 11 | 9  | 9  | 9  | 7  | 9  | 10 | 9  | 9  | 10 | 13 | 10 | 11 | 14 | 13 | 14 | 16 | 15 | 16 | 17 | 20 | 21 | 21 | 21 | 21 |
| Poli Ejido       | 22 | 22 | 15 | 18 | 19 | 21 | 21 | 18 | 20 | 21 | 21 | 20 | 19 | 19 | 19 | 19 | 18 | 18 | 18 | 20 | 20 | 21 | 22 | 22 | 22 | 22 | 21 | 21 | 22 | 22 | 22 | 22 | 22 | 22 | 22 | 22 | 22 | 22 | 22 | 22 | 22 | 22 |

## Clasificación

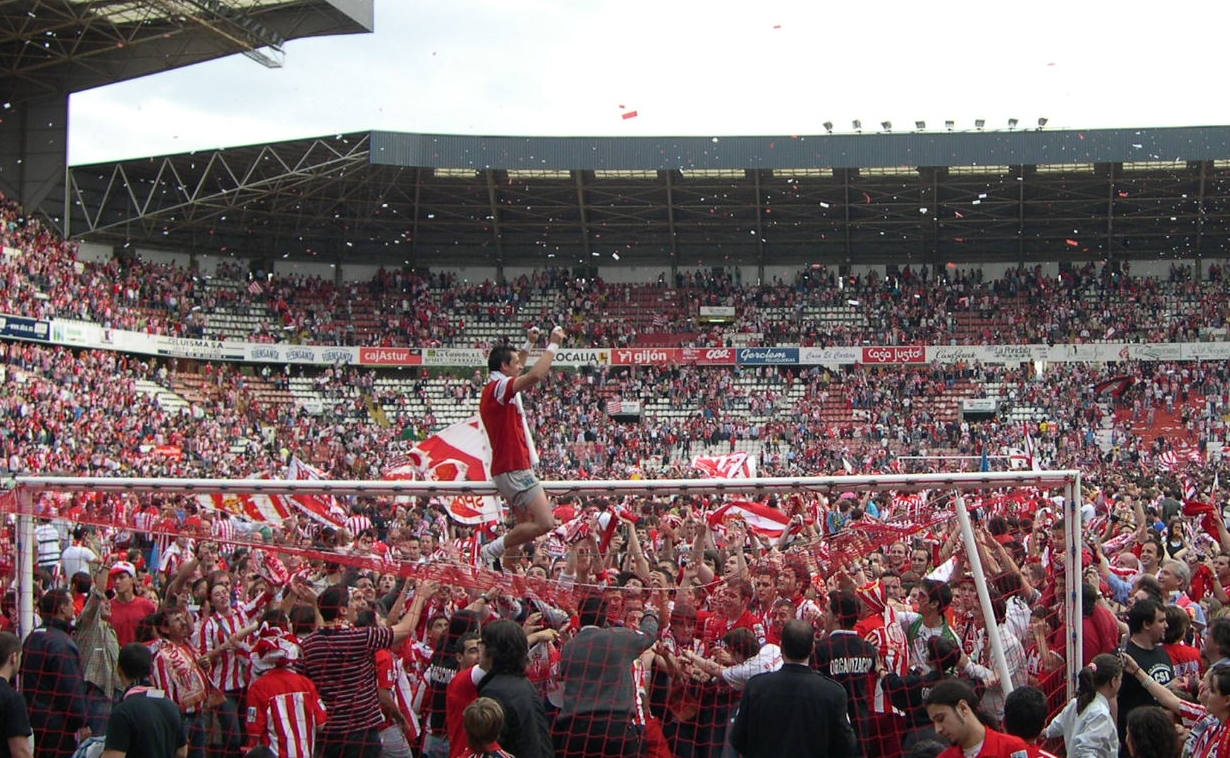
Euforia en Gijón por el ascenso después de una década en Segunda

| Pos. | Equipo                  | Pts. | PJ | G  | E  | P  | GF | GC | Dif. | Clasificación                 |
| ---- | ----------------------- | ---- | -- | -- | -- | -- | -- | -- | ---- | ----------------------------- |
| 1    | C. D. Numancia (C, A)   | 77   | 42 | 22 | 11 | 9  | 59 | 38 | +21  | Ascenso a Primera División    |
| 2    | Málaga C. F. (A)        | 72   | 42 | 20 | 12 | 10 | 58 | 42 | +16  | Ascenso a Primera División    |
| 3    | Sporting de Gijón (A)   | 72   | 42 | 20 | 12 | 10 | 61 | 40 | +21  | Ascenso a Primera División    |
| 4    | Real Sociedad           | 68   | 42 | 18 | 14 | 10 | 55 | 39 | +16  |                               |
| 5    | C. D. Castellón         | 61   | 42 | 16 | 13 | 13 | 42 | 37 | +5   |                               |
| 6    | Hércules C. F.          | 58   | 42 | 14 | 16 | 12 | 66 | 55 | +11  |                               |
| 7    | U. D. Salamanca         | 57   | 42 | 13 | 18 | 11 | 52 | 44 | +8   |                               |
| 8    | U. D. Las Palmas        | 57   | 42 | 15 | 12 | 15 | 51 | 55 | −4   |                               |
| 9    | Sevilla Atlético        | 56   | 42 | 14 | 14 | 14 | 43 | 48 | −5   |                               |
| 10   | Elche C. F.             | 54   | 42 | 14 | 12 | 16 | 44 | 50 | −6   |                               |
| 11   | C. D. Tenerife          | 53   | 42 | 12 | 17 | 13 | 51 | 57 | −6   |                               |
| 12   | Albacete Balompié       | 52   | 42 | 13 | 13 | 16 | 37 | 40 | −3   |                               |
| 13   | S. D. Eibar             | 52   | 42 | 14 | 10 | 18 | 42 | 51 | −9   |                               |
| 14   | Gimnàstic de Tarragona  | 52   | 42 | 12 | 16 | 14 | 49 | 51 | −2   |                               |
| 15   | Xerez C. D.             | 52   | 42 | 12 | 16 | 14 | 47 | 56 | −9   |                               |
| 16   | R. C. Celta de Vigo     | 52   | 42 | 13 | 13 | 16 | 56 | 55 | +1   |                               |
| 17   | Deportivo Alavés        | 51   | 42 | 12 | 15 | 15 | 41 | 47 | −6   |                               |
| 18   | Córdoba C. F.           | 50   | 42 | 11 | 17 | 14 | 50 | 56 | −6   |                               |
| 19   | Racing de Ferrol (D)    | 50   | 42 | 12 | 14 | 16 | 46 | 51 | −5   | Descenso a Segunda División B |
| 20   | Cádiz C. F. (D)         | 49   | 42 | 12 | 13 | 17 | 40 | 47 | −7   | Descenso a Segunda División B |
| 21   | Granada 74 C. F. (D)    | 45   | 42 | 10 | 15 | 17 | 45 | 59 | −14  | Descenso a Segunda División B |
| 22   | Polideportivo Ejido (D) | 44   | 42 | 11 | 11 | 20 | 37 | 54 | −17  | Descenso a Segunda División B |

 Fuente: BDFútbol
Criterios de clasificación: Puntos · Enfrentamientos directos · Diferencia de goles · Goles a favor · Play-off

## Resultados
| Local \ Visitante      | ALV | ALB | CAD | CAS | CEL | COR | EIB | ELC | GIM | G74 | HER | LAS | MAL | NUM | POL | RFE | RSO | SAL | SAT | SPO | TEN | XER |
| ---------------------- | --- | --- | --- | --- | --- | --- | --- | --- | --- | --- | --- | --- | --- | --- | --- | --- | --- | --- | --- | --- | --- | --- |
| Deportivo Alavés       | —   | 0–0 | 1–1 | 0–0 | 2–3 | 0–2 | 1–0 | 2–0 | 1–1 | 2–2 | 2–1 | 3–1 | 0–1 | 1–1 | 2–1 | 1–0 | 3–2 | 0–0 | 1–0 | 0–0 | 0–0 | 0–0 |
| Albacete Balompié      | 0–3 | —   | 0–1 | 2–0 | 1–1 | 0–1 | 1–0 | 0–1 | 0–0 | 3–2 | 1–1 | 3–1 | 2–1 | 1–4 | 2–0 | 1–2 | 1–2 | 2–1 | 1–0 | 1–2 | 0–0 | 1–0 |
| Cádiz C. F.            | 2–0 | 2–1 | —   | 1–1 | 3–1 | 0–1 | 1–2 | 1–1 | 0–2 | 2–0 | 1–2 | 0–0 | 0–1 | 0–0 | 2–0 | 3–1 | 2–2 | 1–0 | 0–0 | 0–1 | 0–0 | 2–1 |
| C. D. Castellón        | 2–0 | 0–2 | 2–0 | —   | 2–1 | 1–1 | 0–0 | 1–0 | 3–1 | 2–1 | 0–0 | 1–1 | 2–3 | 0–0 | 1–0 | 1–0 | 1–0 | 1–0 | 0–0 | 1–0 | 1–1 | 1–0 |
| R. C. Celta de Vigo    | 2–3 | 0–1 | 5–2 | 1–2 | —   | 1–1 | 0–1 | 2–2 | 1–1 | 4–1 | 1–0 | 2–0 | 1–2 | 2–2 | 2–1 | 1–1 | 1–1 | 0–0 | 2–1 | 0–0 | 2–2 | 3–1 |
| Córdoba C. F.          | 0–1 | 1–1 | 2–2 | 2–1 | 0–2 | —   | 0–1 | 1–1 | 2–2 | 0–0 | 3–3 | 0–1 | 2–1 | 3–2 | 1–1 | 1–0 | 1–3 | 1–1 | 2–1 | 2–2 | 2–2 | 2–1 |
| S. D. Eibar            | 2–0 | 1–0 | 1–0 | 1–2 | 2–1 | 2–1 | —   | 2–1 | 2–0 | 2–0 | 0–3 | 2–2 | 1–1 | 1–0 | 1–0 | 1–3 | 0–1 | 2–2 | 0–1 | 0–3 | 4–0 | 0–0 |
| Elche C. F.            | 2–2 | 1–1 | 1–0 | 1–0 | 2–0 | 3–2 | 1–1 | —   | 2–0 | 0–0 | 0–2 | 1–4 | 2–0 | 1–1 | 2–1 | 0–1 | 0–0 | 0–3 | 2–0 | 3–1 | 3–1 | 2–4 |
| Gimnàstic de Tarragona | 2–0 | 0–2 | 0–1 | 1–0 | 2–1 | 2–2 | 2–1 | 1–2 | —   | 3–2 | 2–2 | 2–0 | 1–1 | 1–2 | 4–1 | 0–0 | 1–1 | 1–2 | 1–0 | 2–0 | 1–1 | 1–1 |
| Granada 74 C. F.       | 2–2 | 1–0 | 2–1 | 1–1 | 1–1 | 0–2 | 1–0 | 0–0 | 1–0 | —   | 2–3 | 0–3 | 0–0 | 1–1 | 1–0 | 3–3 | 1–2 | 0–0 | 1–1 | 1–0 | 4–1 | 1–1 |
| Hércules C. F.         | 1–1 | 2–0 | 1–1 | 1–0 | 0–1 | 2–1 | 5–1 | 0–1 | 3–0 | 0–0 | —   | 1–2 | 1–1 | 1–3 | 1–2 | 1–0 | 1–1 | 2–2 | 1–2 | 2–3 | 2–1 | 2–2 |
| U. D. Las Palmas       | 2–1 | 2–1 | 2–0 | 1–1 | 1–0 | 3–1 | 1–0 | 1–0 | 1–0 | 0–1 | 0–0 | —   | 1–2 | 1–2 | 2–1 | 2–2 | 2–3 | 1–2 | 0–1 | 2–2 | 1–1 | 0–0 |
| Málaga C. F.           | 1–0 | 0–0 | 0–0 | 3–1 | 1–1 | 4–1 | 1–0 | 2–0 | 1–2 | 1–1 | 4–6 | 2–0 | —   | 0–1 | 1–1 | 4–2 | 0–2 | 3–0 | 3–0 | 3–2 | 2–1 | 1–0 |
| C. D. Numancia         | 0–0 | 1–0 | 0–1 | 2–2 | 1–2 | 2–1 | 1–1 | 0–1 | 1–0 | 0–2 | 2–1 | 3–0 | 2–1 | —   | 2–2 | 1–0 | 2–1 | 1–0 | 0–1 | 0–2 | 4–2 | 2–1 |
| Polideportivo Ejido    | 1–0 | 0–0 | 1–0 | 1–0 | 0–1 | 1–0 | 1–0 | 2–0 | 1–1 | 1–0 | 0–0 | 3–1 | 2–3 | 1–2 | —   | 1–3 | 0–1 | 1–1 | 2–0 | 1–1 | 1–1 | 0–0 |
| Racing de Ferrol       | 1–1 | 1–1 | 2–1 | 1–0 | 2–1 | 0–1 | 1–1 | 1–0 | 0–2 | 1–3 | 1–1 | 3–1 | 0–0 | 1–3 | 2–0 | —   | 0–0 | 0–2 | 1–1 | 2–2 | 0–0 | 1–2 |
| Real Sociedad          | 1–0 | 1–0 | 0–0 | 0–2 | 1–1 | 1–1 | 1–1 | 2–1 | 0–0 | 3–1 | 2–1 | 4–0 | 2–0 | 0–1 | 0–1 | 1–2 | —   | 1–1 | 2–0 | 0–1 | 2–1 | 4–2 |
| U. D. Salamanca        | 2–3 | 0–1 | 1–1 | 1–0 | 3–1 | 1–1 | 1–0 | 3–1 | 1–1 | 3–1 | 1–1 | 2–2 | 0–0 | 0–1 | 4–1 | 2–1 | 3–2 | —   | 0–1 | 1–1 | 1–0 | 2–2 |
| Sevilla Atlético       | 1–0 | 0–0 | 1–2 | 2–2 | 2–1 | 2–1 | 2–0 | 2–1 | 2–0 | 4–2 | 3–4 | 0–0 | 0–1 | 1–1 | 2–2 | 2–1 | 0–0 | 2–1 | —   | 1–3 | 1–1 | 1–1 |
| Sporting de Gijón      | 3–2 | 1–0 | 4–2 | 0–2 | 0–1 | 2–1 | 2–0 | 1–1 | 3–3 | 2–1 | 1–1 | 0–1 | 0–1 | 1–0 | 4–0 | 0–0 | 1–0 | 0–0 | 4–1 | —   | 0–1 | 2–0 |
| C. D. Tenerife         | 1–0 | 2–2 | 2–0 | 2–1 | 3–2 | 0–0 | 4–2 | 1–1 | 2–1 | 2–0 | 0–1 | 2–2 | 1–1 | 0–2 | 2–1 | 2–1 | 1–2 | 2–1 | 1–1 | 0–2 | —   | 3–1 |
| Xerez C. D.            | 3–0 | 1–1 | 2–1 | 2–1 | 1–0 | 0–0 | 3–3 | 1–0 | 2–2 | 2–1 | 4–3 | 0–3 | 1–0 | 0–3 | 1–0 | 0–2 | 1–1 | 1–1 | 0–0 | 0–2 | 2–1 | —   |

## Máximos goleadores

### Trofeo Pichichi
Jorge González Díaz, Yordi, ganó por segunda vez en su carrera el otorga el Trofeo Pichichi de la Segunda División.

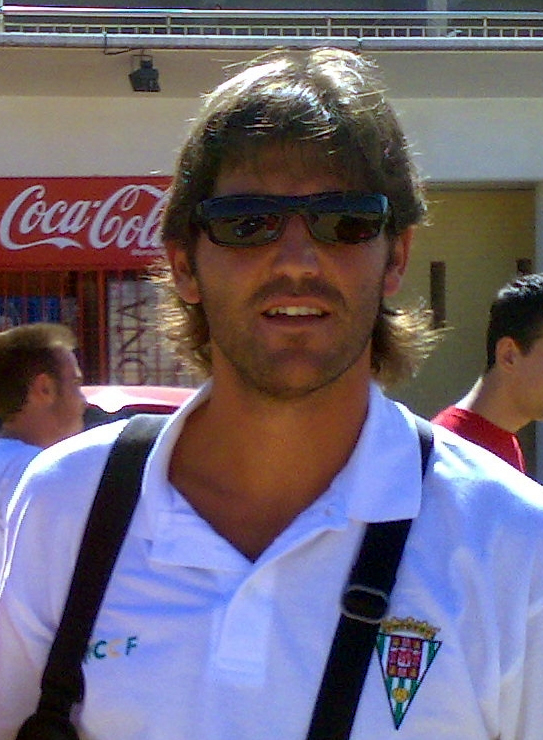
Yordi ganó los trofeos Pichichi y Zarra.

| Pos. | Jugador                    | Equipo        | Goles |
| ---- | -------------------------- | ------------- | ----- |
| 1º   | Jorge González, 'Yordi'    | Xerez CD      | 20    |
| 2º   | Juan Fco. Martínez, 'Nino' | CD Tenerife   | 19    |
| 3º   | José Juan Luque            | Granada 74    | 17    |
| 4º   | Íñigo Díaz de Cerio        | Real Sociedad | 16    |
| 5º   | Marcos Márquez             | UD Las Palmas | 15    |
|      | Jesús Perera               | Celta de Vigo | 15    |
| 7º   | Asier Goiria               | SD Eibar      | 14    |
|      | Antonio Hidalgo            | Málaga CF     | 14    |
|      | Quique Martín              | UD Salamanca  | 14    |
|      | David Rodríguez            | UD Salamanca  | 14    |

### Trofeo Zarra
Tres delanteros andaluces coparon las primeras posiciones del Trofeo Zarra, otorgado por el Diario Marca al máximo goleador español.
| Pos. | Jugador                  | Equipo      | Goles |
| ---- | ------------------------ | ----------- | ----- |
| 1º   | Jorge González, 'Yordi'  | Xerez CD    | 20    |
| 2º   | Juan Fco. Martínez, Nino | CD Tenerife | 19    |
| 3º   | José Juan Luque          | Granada 74  | 17    |

## Otros premios

### Trofeo Zamora
Carlos Sánchez, guardameta del CD Castellón, consiguió el por primera vez el trofeo al portero menos goleado. Para optar al premio fue necesario disputar 60 minutos en, como mínimo, 28 partidos.

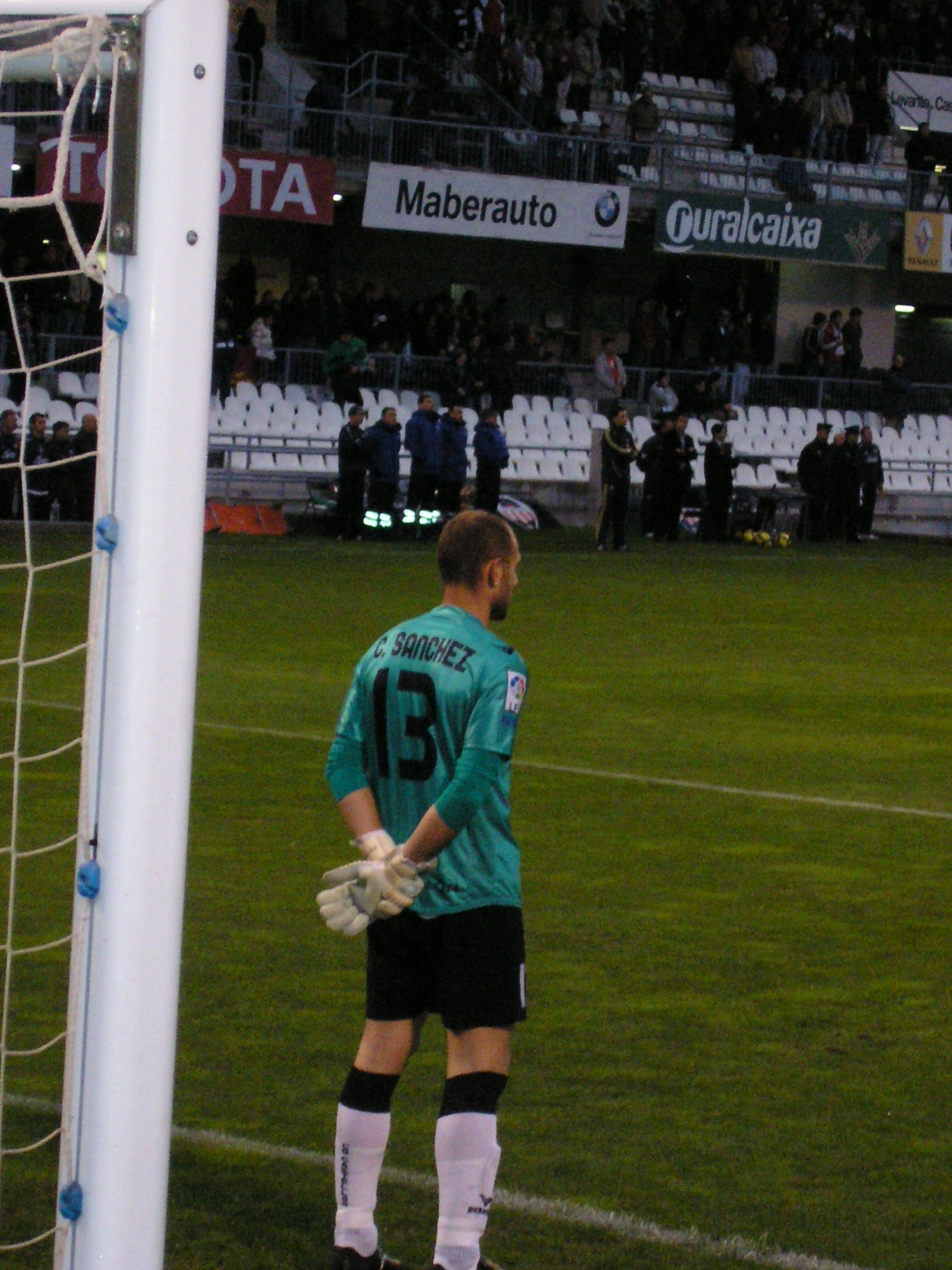
Descartado por el Real Madrid, Carlos Sánchez triunfó en Castellón.

| Pos. | Jugador            | Equipo            | Goles | Partidos | Promedio |
| ---- | ------------------ | ----------------- | ----- | -------- | -------- |
| 1º   | Carlos Sánchez     | CD Castellón      | 27    | 33       | 0,81     |
| 2º   | Jacobo Sanz        | CD Numancia       | 29    | 32       | 0,90     |
| 3º   | Asier Riesgo       | Real Sociedad     | 39    | 42       | 0,92     |
| 4º   | Roberto Fernández  | Sporting de Gijón | 39    | 41       | 0,95     |
| 5º   | Iñaki Goitia       | Málaga CF         | 41    | 40       | 1,02     |
| 6º   | Pedro Contreras    | Cádiz CF          | 37    | 36       | 1,03     |
| 7º   | Wilfredo Caballero | Elche CF          | 41    | 38       | 1,08     |
| 8º   | Bernardo Domínguez | Deportivo Alavés  | 42    | 38       | 1,11     |
| 9º   | Javi Varas         | Sevilla Atlético  | 46    | 41       | 1,12     |
| 10º  | Juan Pablo Colinas | CD Tenerife       | 33    | 29       | 1,14     |

### Trofeo Miguel Muñoz
Tras dos triunfos consecutivos de Unai Emery, en la tercera edición del Trofeo Miguel Muñoz el Diario Marca premió la labor de Manuel Preciado en el banquillo del Sporting de Gijón.
| Pos. | Entrenador       | Equipo            | Puntos |
| ---- | ---------------- | ----------------- | ------ |
| 1º   | Manuel Preciado  | Sporting de Gijón | 77     |
| 2º   | Gonzalo Arconada | CD Numancia       | 75     |
| 3º   | David Vidal      | Elche CF          | 64     |

### Trofeo Guruceta
Premio otorgado por el Diario Marca al mejor árbitro del torneo.
| Pos. | Árbitro (colegio)                 | Puntos | Partidos | Coeficiente |
| ---- | --------------------------------- | ------ | -------- | ----------- |
| 1º   | Manuel Ángel Pérez Lima           | 27     | 19       | 1,42        |
| 2º   | Francisco Javier Llorente Carcedo | 22     | 16       | 1,38        |
| 3º   | José Luis González González       | 28     | 22       | 1,27        |

## Entrenadores
| Equipo              | Entrenador (jornadas)                                                                                     |
| ------------------- | --- |
| CD Numancia         | Gonzalo Arconada (1-42)                                                                                   |
| Málaga CF           | Juan Ramón López Muñiz (1-42)                                                                             |
| Sporting            | Manolo Preciado (1-42)                                                                                    |
| Real Sociedad       | Chris Coleman (1-20) José Ramón Eizmendi (21-31) Juanma Lillo (32-42)                                     |
| CD Castellón        | José Moré Bonet (1-18) Pepe Murcia (19-42)                                                                |
| Hércules CF         | Andoni Goikoetxea (1-42)                                                                                  |
| UD Salamanca        | Juan Ignacio Martínez (1-42)                                                                              |
| UD Las Palmas       | Juan Francisco Rodríguez Herrera (1-10) Juan Manuel Rodríguez Pérez (11-42)                               |
| Sevilla Atlético    | Manolo Jiménez (1-9) Jesús Calderón (10) Fermín Galeote (11-42)                                           |
| Elche CF            | David Vidal (1-42)                                                                                        |
| CD Tenerife         | José Luis Oltra (1-42)                                                                                    |
| Albacete Balompié   | Quique Hernández (1-26) Máximo Hernández (27-42)                                                          |
| SD Eibar            | Manix Mandiola (1-42)                                                                                     |
| Nàstic de Tarragona | Javi López (1-19) César Ferrando (20-42)                                                                  |
| Xerez CD            | Miguel Ángel Rondán (1-10) Antonio Méndez (11) Juan Manuel Martínez "Casuco" (12-24) Esteban Vigo (25-42) |
| Celta de Vigo       | Hristo Stoichkov (1-7) Juan Ramón López Caro (8-28) Antonio López (29-37) Alejandro Menéndez (38-42)      |
| Deportivo Alavés    | Josu Uribe (1-25) Julio Bañuelos (26) José María Salmerón (27-42)                                         |
| Córdoba CF          | Paco Jémez (1-31) José González (32-42)                                                                   |
| Racing de Ferrol    | Juan Miguel Veiga (1-42)                                                                                  |
| Cádiz CF            | Mariano García Remón (1-7) Antonio Calderón (8-32) Raúl Procopio (33-39) Julián Rubio (40-42)             |
| Granada 74          | Antonio Tapia (1-34) Marcos Alonso (35-42)                                                                |
| Poli Ejido          | Luis César (1-21) Fernando Castro Santos (22-42)                                                          |

## Resumen
Campeón de Segunda División:
| - Club Deportivo Numancia de Soria |

Ascienden a Primera División:
| - Club Deportivo Numancia de Soria | - Málaga Club de Fútbol | - Real Sporting de Gijón |

Descienden a Segunda División B: 
| - Racing Club de Ferrol | - Cádiz Club de Fútbol | - Granada 74 Club de Fútbol | - Club Polideportivo Ejido |